# کارلوس منم
کارلوس سائول منم (اسپانیایی: Carlos Saúl Menem‎ زاده ۲ ژوئیهٔ ۱۹۳۰ – درگذشته ۱۴ فوریه ۲۰۲۱) سیاست‌مدار آرژانتینی بود که از ۱۹۸۹ تا ۱۹۹۹ رئیس‌جمهور آرژانتین بود. وی همچنین از ۱۰ دسامبر ۲۰۰۵ تا پایان عمر سناتور استان لاریوخا، آرژانتین بود. وی سیزده سال به عنوان رئیس حزب عدالت‌خواه آرژانتین فعالیت کرد، رویکرد سیاسی وی در آرژانتین به منمیسم شناخته می‌شود، جنبش سیاسی و ایدئولوژی که او از آن حمایت می‌کرد پرونیسم بود که ترکیب مبهمی از ملی‌گرایی، عوام‌گرایی، جنبش کارگری و سوسیالیسم راست‌گرا توصیف می‌شود.
کارلوس از یک خانوادهٔ عرب سوری‌تبار مهاجر با نام خانوادگی منعم بود. وی متولد آرژانتین بود.

مهمترین اتفاق دورهٔ ریاست جمهوری وی
بمب‌گذاری آمیا
بود که طی آن ۸۵ نفر کشته شدند.